# Ten Feet Tall
Ten Feet Tall è un singolo del DJ olandese Afrojack, pubblicato nel 2014 e realizzato in collaborazione con il cantante statunitense Wrabel. Il brano è stato estratto dall'album Forget the World.

## Tracce
- Download digitale – Singolo

1. Ten Feet Tall (featuring Wrabel) – 3:53

- Download digitale – Remix

1. Ten Feet Tall (David Guetta Remix) (featuring Wrabel) – 6:09